# لامار (آرکانزاس)
لامار (آرکانزاس) (به انگلیسی: Lamar, Arkansas) یک شهر در ایالات متحده آمریکا با جمعیت ۱٬۴۱۵ نفر است که در آرکانزاس واقع شده‌است.

## موقعیت جغرافیایی
موقعیت جغرافیایی شهرها و مناطق اطراف به شرح زیر است: